# Lastovo (Gemeinde)
Lastovo (italienisch Lagosta) ist eine Gemeinde in der Gespanschaft Dubrovnik-Neretva in Kroatien.
Lastovo ist die größte Gemeinde auf der gleichnamigen Insel. Das Dorf liegt auf der nördlichen Seite gegenüber der Insel Korčula. Die Gemeinde hat 792 Einwohner (Volkszählung 2011).

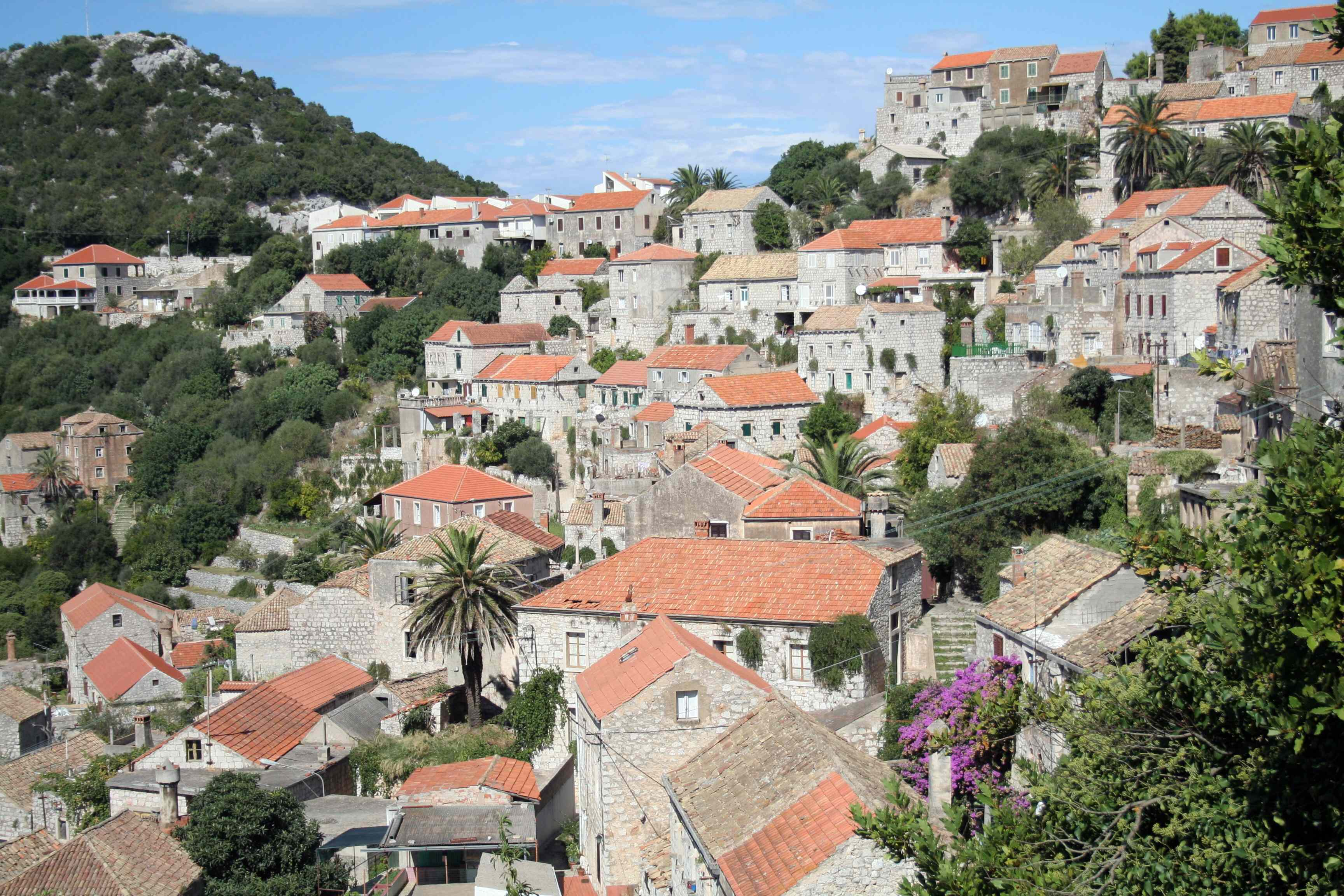
Lastovo
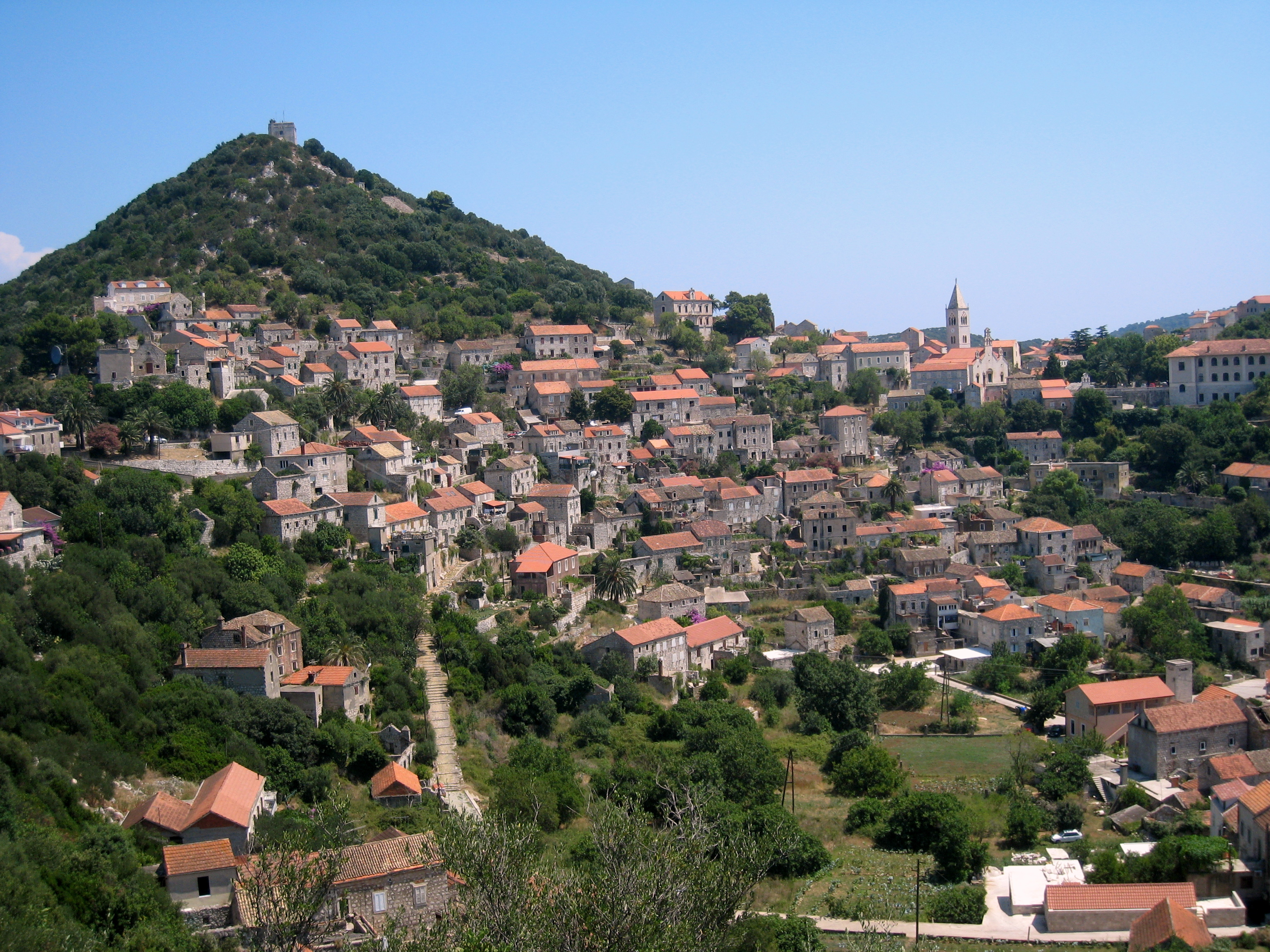
Lastovo sichtgeschützt am Hang

## Bevölkerungsentwicklung
| Jahr      | 1857 | 1880 | 1900 | 1910 | 1921 | 1931 | 1948 | 1953 | 1961 | 1971 | 1981 | 1991 | 2001 | 2011 |
| Einwohner | 1148 | 1033 | 1384 | 1388 | 1558 | 1622 | 1562 | 1406 | 1238 | 984  | 621  | 734  | 451  | 792  |